# Kalgoorlie
Kalgoorlie là một thành phố trong bang Tây Úc, Úc. Đô thị nằm ở khu vực Goldfields-Esperance Tây Úc, cách thủ phủ bang Perth khoảng 595 km về phía đông bắc. Thành phố nằm trên đường cao tốc Great Eastern và được thành lập vào năm 1893 trong cơn sốt vàng Yilgarn-Goldfields.
Tại cuộc điều tra dân số năm 2006, dân số Kalgoorlie là 28.250 người, do đó đây là trung tâm đô thị lớn nhất trong khu vực Goldfields-Esperance và lớn thứ năm tại Tây Úc.

## Địa lý

### Khí hậu
Kalgoorlie có khí hậu bán khô hạn (phân loại khí hậu Köppen BSk) với mùa hè nóng bức và mùa đông ôn hòa. Lượng mưa trung bình hàng năm là 260 mm (10 in) và có sự chênh lệch đáng kể giữa các năm.
Tháng Một là tháng nóng nhất với nhiệt độ trung bình cao là 33,6 °C (92,5 °F), nhưng có thể lên đến hơn 40,0 °C (104,0 °F) nếu có gió nóng thổi vào. Sau đó, nhiệt độ sẽ giảm nhanh và thỉnh thoảng có một cơn giông.

Mùa đông mát mẻ hơn nhiều với nhiệt độ dao động từ 4,8 °C đến 16,5 °C. Nhiệt độ thấp nhất được ghi nhận là 7,2 °C (45,0 °F) vào ngày 19 tháng 7 năm 1961. Nhiệt độ ban đêm thường xuống dưới 0 °C khoảng bốn lần trong một mùa đông.
| Dữ liệu khí hậu của Kalgoorlie            | Dữ liệu khí hậu của Kalgoorlie | Dữ liệu khí hậu của Kalgoorlie | Dữ liệu khí hậu của Kalgoorlie | Dữ liệu khí hậu của Kalgoorlie | Dữ liệu khí hậu của Kalgoorlie | Dữ liệu khí hậu của Kalgoorlie | Dữ liệu khí hậu của Kalgoorlie | Dữ liệu khí hậu của Kalgoorlie | Dữ liệu khí hậu của Kalgoorlie | Dữ liệu khí hậu của Kalgoorlie | Dữ liệu khí hậu của Kalgoorlie | Dữ liệu khí hậu của Kalgoorlie | Dữ liệu khí hậu của Kalgoorlie |
| Tháng                                     | 1                              | 2                              | 3                              | 4                              | 5                              | 6                              | 7                              | 8                              | 9                              | 10                             | 11                             | 12                             | Năm                            |
| ----------------------------------------- | ------------------------------ | ------------------------------ | ------------------------------ | ------------------------------ | ------------------------------ | ------------------------------ | ------------------------------ | ------------------------------ | ------------------------------ | ------------------------------ | ------------------------------ | ------------------------------ | ------------------------------ |
| Cao kỉ lục °C (°F)                        | 46.5 (115.7)                   | 44.9 (112.8)                   | 44.5 (112.1)                   | 40.1 (104.2)                   | 33.4 (92.1)                    | 27.6 (81.7)                    | 28.7 (83.7)                    | 32.0 (89.6)                    | 36.8 (98.2)                    | 40.9 (105.6)                   | 42.9 (109.2)                   | 45.0 (113.0)                   | 46.5 (115.7)                   |
| Trung bình ngày tối đa °C (°F)            | 33.6 (92.5)                    | 32.1 (89.8)                    | 29.5 (85.1)                    | 25.3 (77.5)                    | 20.6 (69.1)                    | 17.5 (63.5)                    | 16.7 (62.1)                    | 18.6 (65.5)                    | 22.3 (72.1)                    | 25.8 (78.4)                    | 28.9 (84.0)                    | 31.9 (89.4)                    | 25.2 (77.4)                    |
| Tối thiểu trung bình ngày °C (°F)         | 18.2 (64.8)                    | 17.8 (64.0)                    | 16.0 (60.8)                    | 12.8 (55.0)                    | 8.7 (47.7)                     | 6.2 (43.2)                     | 5.0 (41.0)                     | 5.5 (41.9)                     | 8.0 (46.4)                     | 11.0 (51.8)                    | 14.0 (57.2)                    | 16.5 (61.7)                    | 11.6 (52.9)                    |
| Thấp kỉ lục °C (°F)                       | 8.8 (47.8)                     | 8.5 (47.3)                     | 5.7 (42.3)                     | 1.7 (35.1)                     | −1.8 (28.8)                    | −3.0 (26.6)                    | −3.4 (25.9)                    | −2.4 (27.7)                    | −0.6 (30.9)                    | −1.0 (30.2)                    | 3.1 (37.6)                     | 5.5 (41.9)                     | −3.4 (25.9)                    |
| Lượng Giáng thủy trung bình mm (inches)   | 23.6 (0.93)                    | 31.2 (1.23)                    | 24.0 (0.94)                    | 20.0 (0.79)                    | 26.5 (1.04)                    | 28.9 (1.14)                    | 24.9 (0.98)                    | 21.4 (0.84)                    | 14.0 (0.55)                    | 14.8 (0.58)                    | 17.8 (0.70)                    | 16.4 (0.65)                    | 264.8 (10.43)                  |
| Số ngày giáng thủy trung bình (≥ 0.2mm)   | 3.9                            | 4.5                            | 4.3                            | 3.2                            | 7.1                            | 8.7                            | 9.2                            | 7.5                            | 5.6                            | 4.3                            | 4.1                            | 3.8                            | 68.3                           |
| Độ ẩm tương đối trung bình buổi chiều (%) | 24                             | 30                             | 32                             | 38                             | 44                             | 48                             | 46                             | 39                             | 31                             | 27                             | 25                             | 24                             | 34                             |
| Điểm sương trung bình °C (°F)             | 8 (46)                         | 10 (50)                        | 9 (48)                         | 8 (46)                         | 6 (43)                         | 5 (41)                         | 4 (39)                         | 3 (37)                         | 3 (37)                         | 3 (37)                         | 5 (41)                         | 6 (43)                         | 6 (42)                         |
| Số giờ nắng trung bình ngày               | 11.4                           | 11.2                           | 9.9                            | 7.1                            | 7.0                            | 6.6                            | 6.5                            | 6.6                            | 8.6                            | 10.9                           | 11.6                           | 11.7                           | 9.1                            |
| Nguồn 1: Cục Khí tượng Úc                 |                                |                                |                                |                                |                                |                                |                                |                                |                                |                                |                                |                                |                                |
| Nguồn 2: Time and Date Weather Atlas      |                                |                                |                                |                                |                                |                                |                                |                                |                                |                                |                                |                                |                                |